# BBC News at Six
『BBC News at Six』（ビービーシー・ニュース・アット・シックス）はBBC OneとBBCニュースにて平日の夕方6時から放送されている報道番組である。
司会は月曜日はフィオナ・ブルース、火曜日から木曜日まではジョージ・アレガイアー、金曜日はソフィー・ラワース。内容はニュースの詳細な分析及びゲストによる解説、ビジネスニュース、スポーツニュース、気象情報。
なお、日本では、NHK BS1の『ワールドニュースアワー』（火〜金曜日の5時台・土曜日の5・6時台〈いずれもJST〉）で放送されている。

## 概要
2007年後半、番組の放送時間が30分から28分に短縮され、ニュースのサマリーが19時58分にBBC Oneにて放送されるようになった。
2017年5月8日、オーストラリアのスペシャル・ブロードキャスティング・サービス（SBS）は、英語のニュース番組枠で当番組の放送を開始。イギリスから遅れて毎日午前7時に放送されている。
新型コロナウイルスの感染拡大の間は、放送時間が33分に拡大された。

## 歴史
夕方のニュースマガジン『Sixty Minutes』に代わり、『The Six O'Clock News』として1984年9月3日に開始された。元々はスー・ローリーとニコラス・ウィッチェルによって担当されていた。その後、両方のプレゼンターは、BBCニュースおよびBBC社内の他の部署に異動した。  1989年にBBC Twoの『ニュースナイト』を担当したジェレミー・パックスマンは、同年9月10日から代行プレゼンターとなった。アンドリュー・ハーベイ、フィリップ・ヘイトン、およびフランシス・カバーデールも、初期には定期的な代行プレゼンターだった。
1988年、イギリスのセクション28（学校での同性愛の「促進」に反対する法律）に抗議する女性グループが生放送中の『Six O'Clock News』のスタジオに侵入。ウィッチェルは抗議者たちと格闘したことで有名で、一人の女性に座って、デイリー・ミラーの印象的なトップページの見出し「ビーブマン（=「BBC」をくだけた意味）はレズビアンに座る」を引き起こしたと言われている。
ローリーは同年後半に『Six O'clock News』を去り、ウィッチェルは1989年まで担当したが、1999年までは断続的に代行プレゼンターとして戻ってきた。1989年から、当番組は主にピーター・シッソンズの2人、アンナ・フォードによって発表された。アンドリュー・ハーベイとモイラ・スチュアート、ウィッチェル、ヘイトン、ジョン・ハンフリーズ、マイケル・バーク、ジル・ダンドー、ローリー・メイヤー、マイク・スマート、クリス・ロウなどの他のBBCのジャーナリストも時折担当した。
1993年4月13日、全てのニュース番組でより統一性のあるスタジオセット、テーマ曲にリニューアルされ、タイトルも「BBC News」に統一された。翌年、シッソンズは『Nine O'Clock News』を担当するために去り、マーティン・ルイスとポジションを交換した。1994年から1999年まで、番組は通常、月曜日・火曜日・金曜日に番組のメインプレゼンターとしてルイスによって担当され、水曜日と木曜日にフォードがメインを務めたが、どちらもお互いの不在をカバーしていた。スチュアートは月・火曜日に共同プレゼンター、ハーベイは水曜日、ダンドは木・金曜日に共同プレゼンターを務めた。他のBBCのジャーナリスト、特にジェニー・ボンドは、共同プレゼンターの不在をカバーし、将来の主任プレゼンターであるヒュー・エドワーズとフィオナ・ブルースが時折出演した。ルイスとフォードの両方が出演できなかった時、ウィッチェル、シソンズ、ジョン・ハンフリーズを含む上級ジャーナリストらがメインアンカーとして担当した。
1999年5月10日、再びBBCニュース全体でリニューアルが行われ、当番組はヒュー・エドワーズをメインプレゼンター、フィオナ・ブルースを副プレゼンターとした。2001年のブルースの産休中、この時点で番組の特別特派員だったシアン・ウィリアムズが副プレゼンターとしてカバーされた。エドワーズとブルースの両方が2003年1月19日に『Six O'Clock News』を去り、『Ten O'Clock News』の前に立った。
2003年1月20日、ジョージ・アレガイアーとソフィー・ラワースが引き継いだため、この番組はBBC Oneの他のニュース番組と共に再開された。2004年にラワースの最初の出産休暇中、シアン・ウィリアムズが6か月以上、ラワースの代行を務めた。 しかし、2005年末の2度目の産休中は、ナターシャ・カプリンスキーが元々一時的な措置として担当した。2006年4月のプレゼンター改造の一環として、カプリンスキーは新しいフルタイムのプレゼンターとして承認された。ソフィー・ラワースは後に、『BBC News at One』のメインプレゼンターとして任命された。ラワースは現在、当番組および『BBC News at Ten』の定期的なプレゼンターであり、不在時のメインプレゼンターをカバーしている。
2005年4月以来、この番組はBBC News Channelの『Six O'Clock Newshour』の最初の30分を形成している。後半の30分は、ニュースチャンネルのプレゼンターの1人がニュースチャンネルスタジオ内から伝えていた経済とスポーツの最新情報で構成されている。以前と同様に、BBC Oneの地域ニュース番組に分割される前に、番組は18時30分に終了する。
2007年10月5日、ナターシャ・カプリンスキーが『5ニュース』でカースティ・ヤングの後任としてBBCを去り、2008年2月18日に新しい役割を引き受けて2つの30分の夕方の速報を担当すると発表した。同日、『Six O'Clock News』を最後に去った。
しばらくの間、シアン・ウィリアムズが共同プレゼンターとして参加したが、2007年12月3日、ジョージ・アレガイアーがメインプレゼンター、ウィリアムズが副プレゼンターとして、番組は一方向に進んだ。 新しい取り決めの数か月後、フィオナ・ブルースが金曜日のメインプレゼンターとしてシアンから引き継いだ。
2008年1月28日、番組はBBCニュース全体の再編の一環として、スタジオN6からスタジオTC7に移動した。同年4月21日、番組は他のBBCニュースと共に更新され、新しいタイトルと新しいセットが採用された。
2013年3月17日、ソフィー・ラワースが担当した『BBC News at Six』は、2012年に『BBCブレックファスト』と『ニュースナイト』がスタジオを空けた後、BBCテレビジョンセンターのスタジオTC7から放送される最後の番組となった。スタジオは、再開発の一環として2013年後半に取り壊された。同年3月18日、番組はBBC News Channelやその他のBBC Oneのニュース番組と共に、ブロードキャスティングハウスに移動し、高解像度で放送を開始した。
アレガイアーは2014年に大腸癌と診断され、現在の職務を一旦退いた。同時期、ラワースとブルースがメインの代理プレゼンターとなり、リータ・チャクラバルティとジェーン・ヒルも定期的に出演していた。
アレガイアーは2015年後半に復帰したが、2018年に大腸癌が再発し、さらに治療を受けるために再び休暇を取った。ラワースはアレガイアーの不在中に再びカバーし、ブルース、チャクラバルティ、ヒル、そしてクライヴ・マイリーも定期的に番組に出演した。 アレガイアーは2019年1月に現在の職務に戻った。
11年間の担当を経て、2019年1月、フィオナ・ブルースは、討論番組『クエスチョンタイム』の司会者、デビッド・ディンブルビーの後任を担当するため、金曜日に番組の定期的なプレゼンターを降板した。 ソフィー・ラワースとクライヴ・マイリーは金曜日に定期的なプレゼンターを務め、ブルースは通常月曜日にプログラムに出演し、代理プレゼンターを務めている。

## 出演者

### 現在
| 年          | プレゼンター             | 役割                   |
| ----------- | ------------------------ | ---------------------- |
| 1997 - 現在 | フィオナ・ブルース       | メイン（月曜日）・代行 |
| 2003 - 現在 | ジョージ・アレガイアー   | メイン（火〜木曜日）   |
| 2008 - 現在 | ソフィー・ラワース       | メイン（金曜日）・代行 |
| 2015 - 現在 | クライヴ・マイリー       | 代行                   |
| 2014 - 現在 | リータ・チャクラバルティ | 代行                   |
| 2005 - 現在 | ジェーン・ヒル           | 代行（不定期）         |
| 2010 - 現在 | ミシャル・フサイン       | 代行（不定期）         |
| 1999 - 現在 | ヒュー・エドワーズ       | 代行（不定期）         |
| 2018 - 現在 | ティナ・ダハリー         | 代行（不定期）         |

### 過去
プレゼンターになる前に役割が無かった場合、このニュースリーダーは代行プレゼンターまたは不定期の代行プレゼンターのいずれかだった。
- スー・ローリー（メイン共同プレゼンター、1984〜1988）
- ジェレミー・パックスマン（1984〜1985）
- ニコラス・ウィッチェル（メイン共同プレゼンター、1984〜1998）
- フィリップ・ヘイトン（1985〜1992）
- フランシス・カバーデール（1986）
- デビー・スロワー（1987〜1988）
- アンドリュー・ハーベイ（メイン共同プレゼンター、1985〜1999）
- ローリー・メイヤー（1988〜1993）
- マイク・スマート（1988〜1994）
- ジル・ダンドー（1989〜1999・メイン共同プレゼンター、1994〜1999）
- ジョン・ハンフリーズ（1989〜1999）
- アンナ・フォード（メイン共同プレゼンター、1989〜1999）
- クリス・ロウ（1989〜1993）
- ピーター・シッソンズ（メイン共同プレゼンター、1989〜1994）
- モイラ・スチュアート（メイン共同プレゼンター、1989〜1999）
- ジェニー・ボンド（1993〜1999）
- エドワード・ストートン（1993〜1999）
- マーティン・ルイス（メイン共同プレゼンター、1994〜1999）
- ジャスティン・ウェッブ（1995〜1999）
- マイケル・バーク（1996）
- ジョン・ソペル（1997〜2007）
- ダイアナ・マディル（1997）
- クラレンス・ミッチェル（1997〜1999）
- シアン・ウィリアムズ（2000〜2013）
- ダレン・ジョーダン（2001〜2005）
- ビル・ターンブル（2003〜2005）
- ダーモット・マーナハン（2003〜2007）
- ナターシャ・カプリンスキー（メイン共同プレゼンター、2005〜2007）
- ニコラス・オーウェン（2007〜2010）
- ベン・ブラウン（2006〜2008）
- マット・フレイ（2008〜2009）
- エミリー・メイトリス（2009〜2015）
- サイモン・マッコイ（2019）

## 放送
BBCテレビジョンセンターから放送された他のBBCのニュース番組とは異なり、『BBC News at Six』は、2012年までBBC Twoの『ニュースナイト』、子供向け放送チャンネル・CBBCの『ニュースラウンド』、BBC Oneの『ポリティクスショー』、『アンドリュー・マー・ショー』で使用されていたスタジオTC7から放送されていた。そのほとんどはブロードキャスティングハウスに移り、この番組はBBC News Channelのスタジオ（スタジオN6）から放送されることがありました。ブロードキャスティングハウスへの移転以来、この番組は、BBC News Channelや他の全国ニュース番組と同じスタジオであるスタジオEから放送されている。現在のセットのデザインとタイトルは2013年3月に導入された。
各ニュース番組の最後の数分に、BBCウェザーセンターのヘレン・ウィレッツ、アリナ・ジェンキンス、スーザン・パウエル、またはルイーズ・リアによって詳しい全国の気象情報を伝えている。BBCテレビジョンセンター・スタジオTC7から放送された『BBC News at Six』の最後の気象情報は、ニック・ミラーが担当した。
2018年10月、ブロードキャスティングハウス内での技術的なトラブルにより、ブルースはBBCミルバンクスタジオからの放送を余儀なくされた。

## 批判
このニュース番組は、消費者主導のリポートとダイナミックなプレゼンテーションを備えたBBCの「ダミングダウン」の例であると非難されている。特に、2006年には、当時の庶民院議長のジャック・ストローが、当番組のプレゼンターを「スタジオの周りを跳ね回る」と非難した。
BBCは、ボディーランゲージとプレゼンターとグラフィックの融合により、視聴者のニュースに対する理解が高まると信じているため、このフォーマットを擁護している。
また、この番組は報道された項目と各ニュース項目が与えられている優先順位の観点から、ニュースについて英語の見方をしていると非難されている。スコットランドでは、スコットランド、イギリス、および国際ニュースを組み合わせてスコットランドの視点からニュース番組を作成する別の『スコティッシュ・シックス』が求められている。このアイデアは、一連の公開会議の後、2003年にBBCによって却下され、世論調査では、45％が変更を望まなかったことに対して、38％がアイデアを支持したことが示された。しかし、スコットランド国民党は引き続き変更を求めている。